# Birmingham Grand Prix 2018
Il Birmingham Grand Prix 2018 è stato la 21ª edizione dell'annuale meeting di atletica leggera; le competizioni hanno avuto luogo all'Alexander Stadium di Birmingham, il 18 agosto 2018. Il meeting è stato la dodicesima tappa del circuito IAAF Diamond League 2018.

## Programma[1]
| # | Orario | Specialità             |
| - | ------ | ---------------------- |
| 1 | 13:19  | Salto in lungo         |
| 2 | 14:13  | 400 metri              |
| 3 | 14:18  | Salto in alto          |
| 4 | 14:33  | 3000 metri siepi       |
| 5 | 14:45  | Lancio del giavellotto |
| 6 | 15:06  | 110 metri ostacoli     |
| 7 | 15:14  | Miglio                 |
| 8 | 15:34  | 800 metri              |
| 9 | 15:53  | 100 metri              |

| # | Orario | Specialità         |
| - | ------ | ------------------ |
| 1 | 13:00  | Salto con l'asta   |
| 2 | 13:32  | 100 metri ostacoli |
| 3 | 13:47  | Getto del peso     |
| 4 | 14:03  | 400 metri ostacoli |
| 5 | 14:22  | 1500 metri         |
| 6 | 14:49  | 3000 metri         |
| 7 | 14:52  | Salto in lungo     |
| 8 | 15:24  | 1000 metri         |
| 9 | 15:44  | 200 metri          |

     Specialità valide per la Diamond League

## Risultati
Di seguito i primi tre classificati di ogni specialità.

### Uomini
| Specialità             |                         | Prestazione | 2º classificato      | Prestazione | 3º classificato         | Prestazione |
| 100 m                  | Christian Coleman       | 9"94        | Reece Prescod        | 9"94        | Noah Lyles              | 9"98        |
| 400 m                  | Fred Kerley             | 45"54       | Matthew Hudson-Smith | 45"59       | Paul Dedewo             | 45"62       |
| 800 m                  | Emmanuel Kipkurui Korir | 1'42"79     | Jonathan Kitilit     | 1'43"53     | Elijah Motonei Manangoi | 1'44"15     |
| Miglio                 | Stewart McSweyn         | 3'54"60     | Ryan Gregson         | 3'55"10     | Paul Chelimo            | 3'55"96     |
| 3000 m siepi           | Conseslus Kipruto       | 8'14"33     | Chala Beyo           | 8'14"61     | Nicholas Kiptanui Bett  | 8'16"44     |
| 110 m ostacoli         | Orlando Ortega          | 13"08       | Ronald Levy          | 13"22       | Pascal Martinot-Lagarde | 13"27       |
| Salto in alto          | Brandon Starc           | 2.33 m      | Michael Mason        | 2.30 m      | Jeron Robinson          | 2.30 m      |
| Salto in lungo         | Luvo Manyonga           | 8.53 m      | Tajay Gayle          | 8.17 m      | Henry Frayne            | 8.01 m      |
| Lancio del giavellotto | Andreas Hofmann         | 89.82 m     | Julian Weber         | 86.63 m     | Magnus Kirt             | 85.31 m     |

     Prestazione che stabilisce il nuovo record del meeting.

### Donne
| Specialità       |                     | Prestazione | 2º classificato        | Prestazione | 3º classificato        | Prestazione |
| 200 m            | Shaunae Miller-Uibo | 22"15       | Dina Asher-Smith       | 22"31       | Dafne Schippers        | 22"41       |
| 1000 m           | Laura Muir          | 2'33"92     | Renelle Lamote         | 2'34"48     | Adelle Tracey          | 2'34"59     |
| 1500 m           | Sifan Hassan        | 4'00"60     | Gudaf Tsegay           | 4'01"03     | Sofia Ennaoui          | 4'02"06     |
| 3000 m           | Agnes Tirop         | 8'32"21     | Lilian Kasait Rengeruk | 8'33"43     | Hellen Obiri           | 8'36"26     |
| 100 m ostacoli   | Pamela Dutkiewicz   | 12"84       | Cindy Roleder          | 12"96       | Nadine Visser          | 13"07       |
| 400 m ostacoli   | Léa Sprunger        | 54"86       | Janieve Russell        | 54"91       | Meghan Beesley         | 55"83       |
| Salto con l'asta | Sandi Morris        | 4.62 m      | Katerina Stefanidi     | 4.52 m      | Nikoléta Kiriakopoúlou | 4.40 m      |
| Salto in lungo   | Malaika Mihambo     | 6.96 m      | Caterine Ibargüen      | 6.80 m      | Shara Proctor          | 6.70 m      |
| Getto del peso   | Christina Schwanitz | 18.20 m     | Paulina Guba           | 17.92 m     | Melissa Boekelman      | 17.78 m     |

     Prestazione che stabilisce il nuovo record del meeting.